# Micfalău
Micfalău (en hongrois Mikóújfalu) est une commune roumaine du județ de Covasna dans le Pays sicule en Transylvanie. Elle est composée d'un seul village, Micfalău.

## Localisation
Micfalău est située à l'extrémité nord du județ de Covasna, à l'est de la Transylvanie, à 23 km de Sfântu Gheorghe (Sepsiszentgyörgy)

## Monuments et lieux touristiques
- Église “Saint Nicolas”, construite entre 1878-1901[2]
- Rivière Grebeniș